# Portable Game Notation

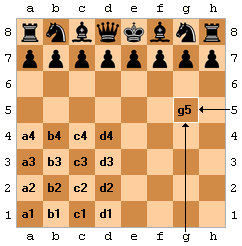
Schaakbord-notatiewijze

Portable Game Notation (PGN) is een vorm van schaaknotatie waarbij de gegevens van schaakpartijen worden opgeslagen in plattetekstbestanden. Het is in de jaren tachtig bedacht door een groep internetgebruikers die beoogden de uitwisselbaarheid van gegevens tussen schaaksoftware te vergroten. PGN heeft zich ontwikkeld tot een standaard. Praktisch elk schaakprogramma en elke schaakdatabase kan PGN importeren of exporteren en vele websites stellen partijenverzamelingen in PGN beschikbaar.
Een PGN bestand bestaat uitsluitend uit tekens van de deelverzameling ECMA-94 van de tekencoderingsstandaard ISO 8859-1. De standaardextensie van een bestand is .pgn. Een zinvol PGN bestand bestaat uit één of meer partijen. Elke partij bestaat uit twee delen, de Tags en de Movetext.

## Tags
Een Tag bestaat uit een linker blokhaak, een symbool, een waarde (tussen dubbele aanhalingstekens) en een rechterblokhaak. Er zijn zeven Tags verplicht, in deze volgorde, (dit is de STR, ofwel Seven Tag Roster):
1. Event De naam van het toernooi of de match, "?" als dat niet bekend is.
2. Site De plaats waar de partij werd gespeeld en de IOC Landcode, "?" als dat niet bekend is.
3. Date De datum waarop de partij begonnen is, in het formaat "YYYY.MM.DD". Onbekende gegevens worden vervangen door vraagtekens, bijvoorbeeld [Date "1904.??.??"].
4. Round De ronde van het toernooi of de match.
5. White De naam van de witspeler in de vorm "Achternaam, Voornaam" of "Computerprogramma versienr".
6. Black Hetzelfde voor de zwartspeler.
7. Result De uitslag. Dit kan zijn "1-0", "1/2-1/2", "0-1" of "*"(onbeslist, betekent meestal dat de partij nog bezig is).

Na deze Tags kunnen er nog meer volgen, veel gebruikt zijn:
- WhiteElo De Elo-rating van de witspeler.
- BlackElo De Elo-rating van de zwartspeler.
- ECO De opening volgens de ECO-code.

## Movetext
In het Movetext-gedeelte worden de zetten van de partij weergegeven in de korte algebraïsche notatie, met Engelse aanduiding van de stukken. Dus K voor koning, Q voor dame, R voor toren, B voor loper en N voor paard. Rokade wordt aangegeven met "O-O" (korte rokade) of "O-O-O" (lange rokade). Let op dat dit hoofdletter O's zijn, en niet nullen (dus niet "0-0" of "0-0-0"). Promotie wordt aangegeven door "=" gevolgd door het stuk waarnaar gepromoveerd wordt. Als wit bijvoorbeeld zijn pion van c7 naar c8 zet en promoveert tot paard, wordt dit dus "c8=N". Schaak wordt aangeduid met "+" en mat met "#". Andere tekens, zoals ?, ! en dergelijke worden niet gebruikt.
Commentaar kan worden toegevoegd tussen accolades. Commentaar begint met een { en loopt door tot de eerste }.
De partij moet worden afgesloten met het resultaat. Dat moet hetzelfde zijn als aangegeven bij de Tag Result.

## Voorbeeld
Zie hier een voorbeeld van een partij in PGN-formaat:
```
[Event "F/S Return Match"]
[Site "Belgrade, Serbia JUG"]
[Date "1992.11.04"]
[Round "29"]
[White "Fischer, Robert J."]
[Black "Spassky, Boris V."]
[Result "1/2-1/2"]

 

1.e4 e5 2.Nf3 Nc6 3.Bb5 {Deze opening wordt Spaans genoemd.} a6 4.Ba4 Nf6
5.O-O Be7 6.Re1 b5 7.Bb3 d6 8.c3 O-O 9. h3 Nb8 10.d4 Nbd7 11.c4 c6
12.cxb5 axb5 13.Nc3 Bb7 14.Bg5 b4 15.Nb1 h6 16.Bh4 c5 17.dxe5 Nxe4
18.Bxe7 Qxe7 19.exd6 Qf6 20.Nbd2 Nxd6 21.Nc4 Nxc4 22.Bxc4 Nb6 23.Ne5
Rae8 24.Bxf7+ Rxf7 25.Nxf7 Rxe1+ 26.Qxe1 Kxf7 27.Qe3 Qg5 28.Qxg5 hxg5
29.b3 Ke6 30.a3 Kd6 31.axb4 cxb4 32.Ra5 Nd5 33. f3 Bc8 34.Kf2 Bf5 35.Ra7
g6 36.Ra6+ Kc5 37.Ke1 Nf4 38.g3 Nxh3 39.Kd2 Kb5 40.Rd6 Kc5 41.Ra6 Nf2
42.g4 Bd3 43.Re6 1/2-1/2
```

## Afwijkende beginstelling
Het is ook mogelijk een notatie weer te geven die begint met een andere stelling dan de beginstelling, zoals een probleem of een Schaak 960 partij. Er moeten dan twee tags worden aangegeven:
1. Setup Als deze de waarde 1 heeft is er een andere dan de beginpositie en moet de tag FEN aanwezig zijn.
2. FEN De positie in Forsyth-Edwards Notation.